# Munitionswagen 96 n/A (Af. 3)
Der Munitionswagen 96 n/A (Af. 3) war ein zweiteiliges und sechsspännig gezogenes Pferdefuhrwerk für den Transport von Artilleriegeschützen und wurde bis zum Ende des Zweiten Weltkriegs eingesetzt.

## Entwicklung
Im Jahr 1905 musste das damalige Artilleriematerial 96 durch das Artilleriegerät 96 n/A (neue Ausführung) ersetzt werden. Die neue 7,7-cm-Feldkanone 96 n/A besaß durch Anpassungen und Veränderungen ein Rohrrücklaufsystem und verschoss patronierte Munition. Aus diesem Grund mussten die Feldprotze und der Munitionswagen abgeändert werden. Die neuen Wagen erhielten die Modellbezeichnung 96 n/A. Während des Ersten Weltkrieges wurde die 7,7-cm-Feldkanone 96 n/A durch die neue 7,7-cm-Feldkanone 16 nach und nach ausgetauscht. Diese Kanone verschoss getrennt zu ladende Munition. Dennoch konnten die Feldprotze 96 n/A und der Munitionshinterwagen 96 n/A weiterhin genutzt werden. Im weiteren Verlauf der 1930er Jahre wurde das Kaliber der 7,7-cm-Kanonen durch das Kaliber 7,5-cm umgestellt. Die neuen 7,5-cm-Feldkanonen 16 n/A konnten weiterhin die Feldprotze und den Munitionswagen nutzen.

## Produktion
Über 40 Jahre lang wurde der Munitionswagen 96 n/A gebaut und genutzt. Hierbei wurden zahlreiche Änderungen und Anpassungen vorgenommen. So wurden die Deichseln aus Hickoryholz nach und nach durch Stahldeichseln ersetzt. Die Hauptsächlichen Materialien für den Bau waren Stahl, Panzerstahlblech, Eisen, Bronze, Holz, Leder oder Stoff und imprägniertes Segeltuch oder Planenstoff.
| Firma                     | Ort                   |
| ------------------------- | --------------------- |
| Kelle & Hildebrand (GmbH) | Dresden-Niedersedlitz |

## Technische Daten

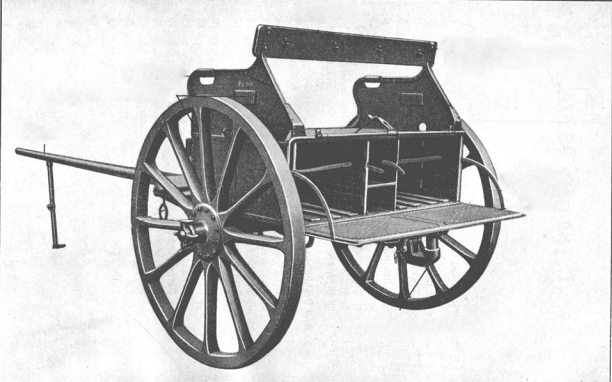
Die Feldprotze 96 n/A

Der Munitionswagen 96 n/A (Af. 3) bestand aus der Feldprotze 96 n/A und dem Munitionshinterwagen 96 n/A, welche mit einer Protzverbindung gekoppelt waren.
Die Feldprotze 96 n/A diente zur Fahrbarmachung der Lafette und als Vorderwagen für den Munitionswagen 96 n/A. Die Hauptbestandteile der Feldprotze 96 n/A waren das Protzgestell mit der Achse, den Protzarmen, Kastenträgern, Federprotzhaken und einer Zugvorrichtung. Damit die Feldprotze ohne umzukippen stehen konnte, gab es vorn eine ausklappbare Deichselstütze. Die Zugvorrichtung setzte sich aus der Brackenstange, der Vorderbracke und den Ortscheiten zusammen. Die Räder waren große Holzspeichenräder mit einer Stahlnabe und Speichenschuhen. Der Protzkasten war mit den Protzarmen und Kastenträgern mit dem Gestell verbunden. Im mittleren Fach wurde Zubehör für das Geschütz untergebracht. In den beiden äußeren Fächern fanden zwölf Munitionskörbe mit insgesamt 36 Granatpatronen für die 7,7-cm-Feldkanone 96 n/A Platz. Nachdem die neue 7,7-cm-Feldkanone 16 eingeführt wurde, konnten zwölf bis 15 Munitionskörbe mit je zwei Hülsenkartuschen und zwei Geschossen verstaut werden. Auch mit der Umrüstung auf das Kaliber 7,5-cm wurde die Anzahl der mitgeführten Munition nicht verändert. Auf dem Protzkasten, hinter dem Fahrer oder neben ihm, wurden ein 24 kg Sack Hafer, Tornister, ein Zeltsack und Schanzzeug mitgeführt.
Der Munitionshinterwagen 96 n/A diente im Hauptzweck dem Transport von Munition, Zubehör und Vorratssachen. Weiterhin konnten dort zwei Kanoniere sitzend Platz finden. Der Munitionshinterwagen bestand aus dem Hintergestell mit zwei Tragbäumen, einer Protzöse, Vorderriegel, der Achse mit Achslager, zwei Kastenträgern und einer Spindelbremse. Damit auch dieser Wagen nicht umkippte, gab es eine Wagenstütze. Insgesamt gab es drei Munitionsfächer, wovon eines für Zubehör genutzt wurde. In den restlichen beiden Fächern fanden 30 Munitionskörbe für die 7,7-cm-Feldkanone 96 n/A und 96/16 Platz. Insgesamt 60–84 Schuss. Für die neuere 7,7-cm-Feldkanone 16 und spätere 7,5-cm-Feldkanone 16 n/A konnten 76–84 Schuss mitgeführt werden. Weiterhin war es möglich, auf dem Hinterwagen einen Maschinengewehrkasten auf Schienen mitzuführen. Dieser konnte ein leichtes Maschinengewehr 08/15 oder, bei der Reichswehr, das leichte Maschinengewehr 13 aufnehmen.

## Einsatz
Zu Beginn des Ersten Weltkrieges gehörten zu einer Kanonenbatterie sechs 7,7-cm-Geschütze. Dementsprechend waren dort auch sechs Feldprotzen und sechs Munitionshinterwagen vorhanden.
In der Reichswehr wurden die Feldkanonenbatterien in 21 Artillerieabteilungen der sieben Infanteriedivisionen mit je vier 7,7-cm-Feldkanonen 16 ausgestattet. Die Begleitkanonenbatterien in den Regimentern erhielten die 7,7-cm-Feldkanone 96/16 und konnten auch hier die Vorder- und Hinterwagen weiter nutzen. Auch die reitenden Batterien der Kavalleriedivisionen hatten Feldkanonenbatterien und insgesamt je acht Munitionswagen 96 n/A (Af. 3).
In der Wehrmacht wurde die Ausrüstung der leichten Artillerieabteilungen in den Infanteriedivisionen durch die 10,5-cm-leichte Feldhaubitze 16 und 10,5-cm-leichte Feldhaubitze 18 ausgetauscht. Die alten Geschütze und Fahrzeuge wurden an Sonderverbände abgegeben. Dennoch gab es noch im März 1945 71 7,5-cm-Feldkanonen 16 n/A im Einsatz. 15 davon hatten noch die Feldprotze und den Munitionshinterwagen 96 n/A. Übriggebliebene Fahrzeuge ohne Geschütze wurden an bespannte Infanterie-Panzerjägerkompanien oder Nebelwerferbatterien abgegeben.

## Lackierung
Die Munitionswagen 96 n/A (Af. 3) wurden zu Beginn in feldgrau (RAL 6006) lackiert. Später gab es auch Lackierungen in der Dreifarbtarnung mit dunkelgelb (RAL 7028), gelbbraun (RAL 8000) und olivgrün (RAL 6003).